# جايسون غولدن
جايسون غولدن (بالإنجليزية: Jason Golden)‏ هو لاعب دوري الرغبي أيرلندي، ولد في 6 نوفمبر 1985 في Rothwell, West Yorkshire ‏ في المملكة المتحدة.